# Дайлес
«Да́йлес» (латыш. Dailes teātris) — профессиональный латвийский театр, основанный в 1920 году в Риге. После 1940 года (с перерывом на годы войны) до конца 1980-х годов театр назывался Художественным, в 1954 году театру было присвоено имя Райниса, в 1966 году — звание академического.

## История театра
Первой поставленной пьесой была трагедия Райниса «Индулис и Ария» (латыш. Indulis un Ārija). Основатель театра и до 1964 года главный режиссёр — Эдуард Смильгис. Начиная с 1929 года, в репертуаре театра кроме постановок классической и современной драматургии появились также и музыкальные спектакли.
С 1964 года художественное руководство театра перешло к Петерису Петерсону. В 1971 году театр возглавил Арнольд Лининьш. С 1987 года руководство театра перешло к Карлису Аушкапу. С 16 сентября 2002 года художественным руководителем театра Дайлес становится Михаил Груздов, с мая 2010 года бывший сценограф театра Мартиньш Вилкарсис. В 2011 главным режиссёром был назначен Дж. Дж. Джилинджер.

## Здание театра
Новое здание театра (авторы проекта архитекторы М. Станя и Т. Иевиня) строилось десять лет с 1966 по 1976 год. В торжественной обстановке открытие состоялось 30 ноября 1977 года.
В работе принимали участие архитекторы М. Станя, И. Якобсонс, Х. Кандерс, инженер-конструктор А. Бриедис, скульпторы О. Фелдберг и И. Муравскис. Авторы интерьера архитекторы М. Станя и А. Вецсилис, дизайнер А. Раматс, художник А. Вилбергс. На последней стадии к работе подключились латвийские архитекторы В. Сависко и И. Аколов, а также специалисты из Москвы и Ленинграда.

## Главные режиссёры и художественные руководители театра
- Эдуард Смильгис (1920—1964)
- Петерис Петерсонс (1964—1969)
- Арнольд Лининьш (1971—1987)
- Карлис Аушкапс (1987—2002)
- Михаил Груздов (2002—2009)
- Мартиньш Вилкарсис (2010—2011)
- Дж. Дж. Джилинджер (2011—2020)
- Виестурс Кайриш (с 2020)

## Труппа театра
Актёры:
- Абеле Алма
- Адерниекс Карлис
- Аузиньш Иварс
- Балдоне Аустра
- Барткевич Юрис
- Берзиньш Андрис
- Брамберга Элвира
- Брике Индра
- Ваздика Илзе
- Ваздикс Херманис
- Валдмане Луция
- Валдманис Карлис
- Валтерс Эвалдс
- Варпиня Вита
- Гайделис Дайнис
- Гаудиньш Петерис
- Гравелис Гинтс
- Дзелзитис Лаурис
- Дзерве Айя
- Димитерс Артурс
- Дреге Олга
- Жагарс Юрис
- Жвигуле Лилия
- Калдовска Еижения
- Калныньш Юрис
- Калныня Резия
- Кестерис Гиртс
- Клетниеце Милда
- Кузуле Илзе
- Лайва Ирма
- Ласмане Вилма
- Леймане Элвира
- Ливмане Аквелина
- Лиепиньш Валдис
- Лиепиньш Петерис
- Мартинсоне Мирдза
- Микельсонс Альбертс
- Неварауска Кристина
- Озолиня Бенита
- Озолиня Лилита
- Пабрикс Карлис
- Паукштелло Янис
- Плявниеце Иева
- Пупуре Лидия
- Решетинс Интарс
- Робежниекс Артис
- Рубуле Сармите
- Силиньш Айварс
- Силиньш Алдис
- Скрастиньш Артурс
- Скуиня Лигита
- Смильгис Эдуардс
- Субатниекс Лаурис
- Ферда Эрика
- Филипсонс Артурс
- Фринбергс Юрис
- Эрмале Эсмералда
- Янаус Марина

## Избранные постановки
- 1928 — «Швейк» Ярослава Гашека
- 1933 — «Иосиф и его братья» Райниса
- 1941 — «Женитьба Белугина» Александра Островского и Николая Соловьёва
- 1942 — «Времена Землемеров» Рейниса и Матиса Каудзите
- 1944 — «Заговор Фиеско в Генуе» Фридриха Шиллера
- 1946 — «Много шума из ничего» Уильяма Шекспира
- 1947 — «Огонь и ночь» Райниса
- 1948 — «Укрощение укротителей» Джона Флетчера
- 1949 — «Анна Каренина» Л. Н. Толстого
- 1950 — «Индулис и Ария» Райниса
- 1951 — «Три сестры» А. П. Чехова
- 1952 — «Маскрад» М. Ю. Лермонтова
- 1955 — «Лето младшего брата» Гунара Приеде
- 1956 — «Хотя и осень» Гунара Приеде
- 1958 — «Девушка Нормунда» Гунара Приеде
- 1958 — «Так начинался день» Я. Лусиса
- 1958 — «Сага о Йёсте Берлинге» Сельмы Лагерлёф
- 1958 — «Добрый человек из Сычуани» Бертольта Брехта
- 1959 — «Юстина» Хеллы Вуолийоки
- 1959 — «Положительный образ» Гунара Приеде
- 1960 — «Первый бал Вики» Гунара Приеде
- 1960 — «Война и мир» по роману-эпопее Л. Н. Толстого
- 1961 — «Каса маре» Иона Друцэ
- 1961 — «Лесная загадка» Лилиан Хеллман
- 1962 — «Илья Муромец» Райниса
- 1963 — «Три маленькие сестрички» Е. Ансона
- 1964 — «Тополёк мой в красной косынке» по повести Чингиза Айтматова
- 1965 — «По дороге кита» Гунара Приеде
- 1965 — «Огонь и ночь» Райниса
- 1966 — «Дикарка» Жана Ануя
- 1967 — «Мотоцикл» драматическая постановка Петериса Петерсона по произведениям Иманта Зиедониса
- 1969 — «Идиот» по Ф. М. Достоевскому
- 1970 — «Индраны» Рудольфа Блауманиса
- 1970 — «Стена» по поэме Я. Марцинкевича
- 1971 — «Немного о женщине» Эдварда Радзинского
- 1973 — «Ночь игуаны» Теннесси Уильямса
- 1974 — «Последний барьер» инсценировка рассказа Андрея Дрипе
- 1976 — «Протокол одного заседания» Александра Гельмана
- 1977 — «Приходи на лестницу играть» Гунара Приеде
- 1980 — «Ясеневая аллея» Б. Саулиша
- 1981 — «Хлеб Нискавуори» Хеллы Вуолийоки
- 1991 — «Летисия и милашки» П. Шеффера
- 1993 — «Мышьяк и старинные кружева» Дж. Кессельринга
- 1994 — «Стальные магнолии» Роберта Харлинга
- 1995 — «Монолог Исабели, которая смотрит на дождь в Макондо» Габриэля Гарсиа Маркеса
- 1997 — «Фиолетовое махровое полотенце» Гунара Приеде
- 1997 — «Фредди» Робера Тома
- 1998 — «Вей, ветерок!» Райниса
- 1999 — «Образ мастера» Пера Улова Энквиста[2]

## Награды
- Почётная грамота Президента Латвии (2019)[3].
- Почётная грамота Кабинета Министров Латвии (2000)[4].